# Schwedische Fußballnationalmannschaft/Olympische Spiele
Die schwedische Fußballnationalmannschaft nahm erstmals 1908 an den Olympischen Spielen in London teil und belegte dort den vierten Platz. 1948 wurde Schweden Olympiasieger – bis 1984 als letzte nicht zum Ostblock gehörende Mannschaft. 1952 nahm letztmals die A-Nationalmannschaft teil. Danach nahm die Amateurmannschaft nur noch an der Qualifikation für die Olympischen Spiele 1964 teil, scheiterte aber am späteren Olympiasieger Ungarn. Erst als die Amateurbedingungen 1988 gelockert wurden, nahm auch Schweden wieder an der Qualifikation teil und konnte sich dann auch wieder qualifizieren. Von da an nahm Schweden an den jeweils über die U-21-Europameisterschaften laufenden Qualifikationen teil und konnte sich darüber bisher dreimal qualifizieren, zuletzt für die 2016 stattfindenden Spiele in Rio de Janeiro als U-21-Europameister. Dort dürfen die Spieler – mit Ausnahme von vier älteren Spielern – 23 Jahre alt sein.

## Ergebnisse bei Olympischen Spielen

### 1908
- Olympische Spiele in London:
  - 20. Oktober 1908: Viertelfinale: Schweden – Vereinigtes Königreich 1:12 – bis heute höchste Niederlage
  - 23. Oktober 1908: Spiel um Bronze: Schweden – Niederlande 0:2 (Schweden spielte als Viertelfinal-Verlierer um Bronze, da Frankreich A aufgrund seiner hohen Halbfinalniederlage gegen Dänemark zurückzog.)

### 1912
- Olympische Spiele in Stockholm:
  - 29. Juni 1912: Achtelfinale: Schweden – Niederlande 3:4 n. V. (im Olympiastadion)
  - 1. Juli 1912: Trostrunde-Viertelfinale: Schweden – Italien 0:1 (auf dem Tranebergs IP)

### 1920
- Olympische Spiele in Antwerpen:
  - 28. August 1920: Achtelfinale Schweden – Griechenland 9:0
  - 29. August 1920: Viertelfinale Schweden – Niederlande 4:5 n. V.
  - 1. September 1920: Turnier um Platz 2, 1. Runde: Schweden – Spanien 1:2

### 1924
- Olympische Spiele in Paris:
  - 26. Mai 1924: Vorrunde: Schweden kampflos weiter, da Portugal nicht antrat.
  - 29. Mai 1924: Achtelfinale: Schweden – Belgien 8:1 (in Colombes)
  - 1. Juni 1924: Viertelfinale: Schweden – Ägypten 5:0 (in Bois de Vincennes)
  - 5. Juni 1924: Halbfinale: Schweden – Schweiz 1:2 (in Colombes)
  - 8. Juni 1924: Spiel um Bronze: Schweden – Niederlande 1:1 n. V. (in Colombes)
  - 9. Juni 1924: Spiel um Bronze (Wiederholungsspiel): Schweden – Niederlande 3:1 (in Colombes)

### 1928
- Olympische Spiele in Amsterdam:
  - Nicht teilgenommen, da die skandinavischen Länder nicht mit der FIFA-Regel einverstanden waren, dass an die Arbeitgeber der Spieler ein Ausgleich zu zahlen sei.[1]

### 1936
- Olympische Spiele in Berlin:
  - 4. August 1936: Achtelfinale: Schweden – Japan 2:3 (Erstes Spiel der Japaner auf einem anderen Kontinent und gegen eine europäische Mannschaft)

### 1948
- Olympische Spiele in London:

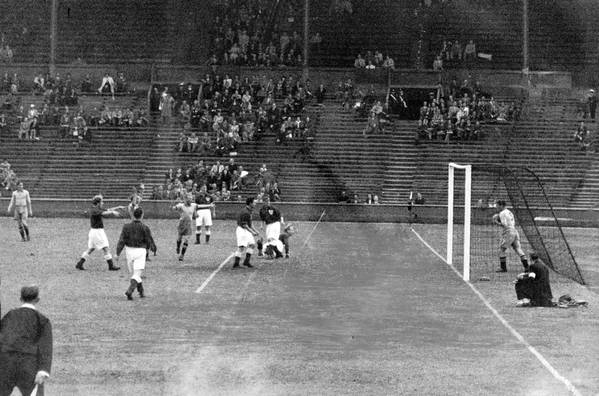
Szene aus dem Halbfinale gegen Dänemark

  - 2. August 1948: Achtelfinale: Schweden – Österreich 3:0
  - 5. August 1948: Viertelfinale: Schweden – Südkorea 12:0 (höchste Niederlage für Südkorea)
  - 10. August 1948: Halbfinale: Schweden – Dänemark 4:2
  - 13. August 1948: Finale: Schweden – Jugoslawien 3:1

### 1952
- Olympische Spiele in Helsinki:
  - 21. Juli 1952: Achtelfinale: Schweden – Norwegen 4:1 (in Tampere)
  - 23. Juli 1952: Viertelfinale: Schweden – Österreich 3:1
  - 28. Juli 1952: Halbfinale: Schweden – Ungarn 0:6
  - 1. August 1952: Spiel um Bronze: Schweden – Deutschland 2:0

### 1956 und 1960
- Nicht teilgenommen

### 1964
- Olympia-Qualifikation:
  - Ungarn – Schweden 4:0
  - Schweden – Ungarn 2:2

### 1968 bis 1984
- Nicht teilgenommen

### 1988
- Qualifikation:
  - 19. November 1986 Spanien – Schweden 1:1 (in Madrid)
  - 5. Mai 1987 Spanien – Irland 1:0 (in Solna)
  - 3. Juni 1987 Ungarn – Schweden 2:1 (in Budapest)
  - 16. Juni 1987 Schweden – Frankreich 4:2 (in Malmö)
  - 26. August 1987 Irland – Schweden 0:1 (in Dublin)
  - 9. September 1987 Schweden – Ungarn 1:0 (in Örebro)
  - 23. September 1987 Schweden – Spanien 2:0 (in Skellefteå)
  - 25. Mai 1988 Frankreich – Schweden 1:2 (in Lens)

Schweden als Gruppensieger für die Olympischen Spiele qualifiziert.
- Olympische Spiele in Seoul:
  - 17. September 1988: Schweden – Tunesien 2:2 (in Daegu)
  - 19. September 1988: Schweden – VR China 2:0 (in Daegu)
  - 21. September 1988: Schweden – BR Deutschland 2:1 (in Daegu) (Schweden zieht als Gruppensieger in die K.-o.-Runde)
  - 25. September 1988: Viertelfinale Schweden – Italien 1:2 n. V. (in Daegu)

### 1992
- Die Qualifikation erfolgte über die Qualifikation zur U-21-Fußball-Europameisterschaft 1992:
  - Gruppenphase:
    - 31. Oktober 1990 Schweden – Griechenland 5:0 (in Malmö)
    - 21. November 1990 Zypern – Schweden 1:1 (in Paphos)
    - 1. Mai 1991 Schweden – Zypern 6:0 (in Helsingborg)
    - 16. Oktober 1991 Schweden – Israel 2:1 (in Växjö)
    - 14. November 1991 Israel – Schweden 0:0 (in Tel Aviv)
    - 20. November 1991 Griechenland – Schweden 1:3 (in Levadia) – Schweden als Gruppensieger für das Viertelfinale qualifiziert.

  - Viertelfinale:
    - 11. März 1992 Niederlande – Schweden 2:1 (in Utrecht)
    - 25. März 1992 Schweden – Niederlande 1:0 (in Växjö)

Schweden aufgrund der Auswärtstorregel für die Olympischen Spiele und das EM-Halbfinale qualifiziert, das gegen Schottland gewonnen wurde.
- Olympische Spiele in Barcelona:
  - Vorrunde:
    - 26. Juli 1992 Schweden – Paraguay 0:0
    - 28. Juli 1992 Schweden – Marokko 4:0 (in Sabadell)
    - 30. Juli 1992 Schweden – Südkorea 1:1 (Schweden zieht als Gruppensieger in die K.-o.-Runde)

  - K.-o.-Runde:
    - 2. August 1992 Viertelfinale: Schweden – Australien 1:2

### 1996
- Die Qualifikation erfolgte über die Qualifikation zur U-21-Fußball-Europameisterschaft 1996:
  - Gruppenphase:
    - 6. September 1994 Island – Schweden 0:1 (in Hafnarfjörður)
    - 11. Oktober 1994 Schweiz – Schweden 0:5 (in Solothurn)
    - 15. November 1994 Schweden – Ungarn 0:1 (in Helsingborg)
    - 28. März 1995 Türkei – Schweden 0:0 (in Istanbul)
    - 25. April 1995 Ungarn – Schweden 2:1 (in Debrecen)
    - 31. Mai 1995 Schweden – Island 1:0 (in Sundsvall)
    - 5. September 1995 Schweden – Schweiz 1:0 (in Halmstad)
    - 14. November 1995 Schweden – Türkei 6:1 (in Malmö)

Schweden als Gruppenzweiter ausgeschieden.

### 2000
- Die Qualifikation erfolgte über die Qualifikation zur U-21-Fußball-Europameisterschaft 2000:
  - Gruppenphase:
    - 4. September 1998 Schweden – England 0:2 (in Sundsvall)
    - 13. Oktober 1998 Bulgarien – Schweden 2:1 (in Burgas)
    - 26. März 1999 Schweden – Luxemburg 3:0 (in Stockholm)
    - 30. März 1999 Polen – Schweden 2:0 (in Katowice)
    - 4. Juni 1999 England – Schweden 3:0 (in Huddersfield)
    - 3. September 1999 Schweden – Bulgarien 1:4 (in Visby)
    - 7. September 1999 Luxemburg – Schweden 0:1 (in Luxemburg)
    - 8. Oktober 1999 Schweden – Polen 1:2 (in Västerås)

Schweden als Gruppenvierter ausgeschieden.

### 2004
- Die Qualifikation erfolgte über die Qualifikation zur U-21-Fußball-Europameisterschaft 2004:
  - Gruppenphase:
    - 6. September 2002 Lettland – Schweden 0:4 (in Liepāja)
    - 11. Oktober 2002 Schweden – Ungarn 1:0 (in Västerås)
    - 2. April 2003 Ungarn – Schweden 5:2 (in Budapest)
    - 6. Juni 2003 San Marino – Schweden 1:5 (in Serravalle)
    - 10. Juni 2003 Schweden – Polen 1:1 (in Sundsvall)
    - 5. September 2003 Schweden – San Marino 0:3 (in Trollhättan) – Das ursprüngliche 6:0 wurde am Grünen Tisch umgewandelt, da Schweden zwei nicht spielberechtigte Spieler einsetzte.
    - 9. September 2003 Polen – Schweden 1:1 (in Wodzisław Śląski)
    - 10. Oktober 2003 Schweden – Lettland 3:2 (in Eskilstuna)

  - Playoff-Spiele:
    - 15. November 2003 Schweden – Spanien 2:0 (in Halmstad)
    - 15. November 2003 Spanien – Schweden 1:1 (in Almendralejo)

Schweden für die Endrunde der U-21-EM qualifiziert, bei der sich die drei besten Mannschaften für die Olympischen Spiele qualifizierten.
- Vorrunde in Mannheim:
  - 28. Mai 2004 Schweden – Portugal 3:1
  - 30. Mai 2004 Deutschland – Schweden 1:2
  - 2. Juni 2004 Schweiz – Schweden 1:3 (Schweden zieht als Gruppensieger in die K.-o.-Runde)
- K.-o.-Runde in Oberhausen
  - Halbfinale 5. Juni 2004 Schweden – Serbien&Montenegro 1:1 n. V.; 5:6 i. E.
  - Spiel um Platz 3: 8. Juni 2004 Schweden – Portugal 2:3 n. V. – Schweden verpasst die Olympischen Spiele

### 2008
- Die Qualifikation erfolgte über die Qualifikation zur U-21-Fußball-Europameisterschaft 2007:
  - Erste Runde: Gespielt wurde in einer Dreiergruppe bei der jede Mannschaft ein Heimspiel hatte.
    - 16. August 2006 Schweden – Mazedonien 3:1 (in Karlstad)
    - 5. September 2006 Dänemark – Schweden 0:2 (in Farum)

  - Zweite Runde:
    - 7. Oktober 2006 Serbien – Schweden 0:3 (in Novi Sad)
    - 10. Oktober 2006 Schweden – Serbien 0:5 (in Trollhättan)

Schweden verpasst die U-21-EM-Endrunde und damit die Olympischen Spiele in Peking.

### 2012
- Die Qualifikation erfolgte über die Qualifikation zur U-21-Fußball-Europameisterschaft 2011:
  - Gruppenphase:
    - 4. September 2009 Montenegro – Schweden 0:2 (in Podgorica)
    - 9. September 2009 Schweden – Bulgarien 2:1 (in Trelleborg)
    - 11. Oktober 2009 Kasachstan – Schweden 1:1 (in Astana)
    - 15. November 2009 Schweden – Kasachstan 5:1 (in Malmö)
    - 4. Juni 2010 Israel – Schweden 0:1 (in Ness Ziona)
    - 8. Juni 2010 Schweden – Montenegro 2:0 (in Halmstad)
    - 3. September 2010 Schweden – Israel 1:2 (in Göteborg)
    - 7. September 2010 Bulgarien – Schweden 0:1 (in Lowetsch)

  - Playoff-Spiele:
    - Schweiz – Schweden 4:1 (in Sion)
    - Schweden – Schweiz 1:1 (in Malmö)

Schweden verpasst die U-21-EM-Endrunde und damit die Olympischen Spiele in London.

### 2016
- Die Qualifikation erfolgte über die Qualifikation zur U-21-Fußball-Europameisterschaft 2015:
  - Gruppenphase:
    - 6. September 2013 Schweden – Polen 3:1 (in Malmö)
    - 10. September 2013 Türkei – Schweden 2:2 (in Istanbul)
    - 12. Oktober 2013 Polen – Schweden 2:0 (in Krakau)
    - 15. November 2013 Griechenland – Schweden 5:1 (in Katerini)
    - 19. November 2013 Schweden – Malta 5:0 (in Malmö)
    - 5. März 2014 Malta – Schweden 1:2 (in Ta’ Qali)
    - 5. September 2014 Schweden – Griechenland 3:0 (in Halmstad)
    - 9. September 2014 Schweden – Türkei 4:3 (in Halmstad)

  - Playoff-Spiele:
    - Frankreich – Schweden 2:0 (in Le Mans)
    - Schweden – Frankreich 4:1 (in Halmstad)

Schweden war damit für die Endrunde der U-21-EM qualifiziert, bei der sich die vier besten Mannschaften für die Olympischen Spiele qualifizierten.
- - Vorrunde:
    - 18. Juni 2015 Italien – Schweden 1:2 (in Olmütz)
    - 21. Juni 2015 Schweden – England 0:1 (in Olmütz)
    - 24. Juni 2015 Portugal – Schweden 1:1 (in Uherské Hradiště) – Schweden zieht als Gruppenzweiter in die K.-o.-Runde und ist damit für die Olympischen Spiele in Rio de Janeiro qualifiziert.

Das Halbfinale am 27. Juni 2015 wurde dann gegen Dänemark in Prag mit 4:1 und das Finale nach einem 0:0 n. V. durch ein 4:3 im Elfmeterschießen gegen Portugal gewonnen, womit Schweden erstmals U-21-Europameister wurde.

#### Kader für 2016
Am 15. Juni 2016 wurde ein vorläufiger Kader mit 35 Spielern benannt, darunter Zlatan Ibrahimović, der aber
abgesagt hat.
Spielberechtigt sind Spieler, die nach dem 1. Januar 1993 geboren wurden sowie drei ältere Spieler. Als ältere Spieler wurden Astrit Ajdarevic, Abdul Khalili und Alexander Milošević nominiert. Die A-Länderspiele werden teilweise von der FIFA nicht anerkannt, da die Spieler auch bei Spielen mit mehr als sechs Auswechslungen eingesetzt wurden.
| Nr.        | Spieler                  | Geburtsdatum | Verein                   | A-Länder- spiele | A-Länder- spieltore | OS-Spiele |     |     |     |     |     |     |
| Tor        | Tor                      | Tor          | Tor                      | Tor              | Tor                 | Tor       | Tor | Tor | Tor | Tor | Tor | Tor |
| ---------- | ------------------------ | ------------ | ------------------------ | ---------------- | ------------------- | --------- | --- | --- | --- | --- | --- | --- |
| 1          | Andreas Linde            | 24.07.1993   | Molde FK                 | 0                | 0                   |           |     |     |     |     |     |     |
| 18         | Tim Erlandsson           | 25.12.1996   | Nottingham Forest (U-21) | 0                | 0                   |           |     |     |     |     |     |     |
| Abwehr     |                          |              |                          |                  |                     |           |     |     |     |     |     |     |
| 2          | Adam Lundqvist           | 20.03.1994   | IF Elfsborg              | 02               | 0                   |           |     |     |     |     |     |     |
| 3          | Alexander Milošević      | 30.01.1992   | Beşiktaş Istanbul        | 0                | 0                   |           |     |     |     |     |     |     |
| 4          | Joakim Nilsson           | 06.02.1994   | IF Elfsborg              | 01               | 0                   |           |     |     |     |     |     |     |
| 5          | Pa Konate                | 25.04.1994   | Malmö FF                 | 02               | 0                   |           |     |     |     |     |     |     |
| 13         | Jacob Une Larsson        | 08.04.1994   | Djurgårdens IF           | 0                | 0                   |           |     |     |     |     |     |     |
| 14         | Sebastian Starke Hedlund | 05.04.1995   | Kalmar FF                | 0                | 0                   |           |     |     |     |     |     |     |
| 15         | Noah Sonko Sundberg      | 22.02.1996   | GIF Sundsvall            | 0                | 0                   |           |     |     |     |     |     |     |
| Mittelfeld |                          |              |                          |                  |                     |           |     |     |     |     |     |     |
| 6          | Abdul Khalili            | 07.06.1992   | Mersin İdman Yurdu ( ▼)  | 0                | 0                   |           |     |     |     |     |     |     |
| 7          | Simon Tibbling           | 07.09.1994   | FC Groningen             | 0                | 0                   |           |     |     |     |     |     |     |
| 8          | Alexander Fransson       | 02.04.1994   | FC Basel                 | 02               | 0                   |           |     |     |     |     |     |     |
| 9          | Robin Quaison            | 09.10.1993   | US Palermo               | 02               | 1                   |           |     |     |     |     |     |     |
| 10         | Muamer Tanković          | 22.02.1995   | AZ Alkmaar               | 01               | 0                   |           |     |     |     |     |     |     |
| 11         | Astrit Ajdarevic         | 17.04.1990   | Örebro SK                | 0                | 0                   |           |     |     |     |     |     |     |
| 17         | Ken Sema                 | 30.09.1993   | Östersunds FK            | 0                | 0                   |           |     |     |     |     |     |     |
| Angriff    |                          |              |                          |                  |                     |           |     |     |     |     |     |     |
| 12         | Mikael Ishak             | 31.03.1993   | Randers FC               | 04               | 1                   |           |     |     |     |     |     |     |
| 16         | Jordan Larsson           | 20.06.1997   | Helsingborgs IF          | 0                | 0                   |           |     |     |     |     |     |     |

#### Spiele
- Schweden – Kolumbien 2:2 (1:1) am 4. August 2016 in Manaus
- Schweden – Nigeria 0:1 (0:1) am 7. August 2016 in Manaus
- Japan – Schweden 1:0 (0:0) am 10. August 2016 in Salvador – Schweden als Gruppenletzter ausgeschieden

### 2021
- Die Qualifikation erfolgte über die Qualifikation zur U-21-Fußball-Europameisterschaft 2019:
  - Gruppenphase:
    - 5. September 2017 Schweden – Zypern 4:1 (in Falkenberg)
    - 6. Oktober 2017 Belgien – Schweden 1:1  (in Löwen)
    - 10. Oktober 2017  Schweden – Malta  3:0 (in Helsingborg)
    - 10. November 2017 Ungarn 2:2 (in Budapest)
    - 23. März 2018 Türkei – Schweden 0:3 (in Alanya)
    - 27. März 2018 Zypern – Schweden 0:1 (in Larnaka)
    - 7. Juni 2018 Malta – Schweden 0:4 (in Attard)
    - 7. September 2018 Schweden – Ungarn 1:0 (in Falkenberg)
    - 11. September 2018 Schweden – Türkei 0:1 (in Helsingborg)
    - 16. Oktober 2018 Schweden – Belgien 0:3 (in Kalmar)

Schweden verpasst als fünftbester Gruppenzweiter die Play-offs, damit die U-21-EM-Endrunde und die Olympischen Spiele in Tokio.

## Trainer
- József Nagy 19241
- John Pettersson 19361
- George Raynor/ Rudolf Kock (als Spieler 1924 teilgenommen) 1948 und 19521
- Benny Lennartsson 1988
- Nils Andersson 1992
- Håkan Ericson 2016

1 Bis 1962 hatte die schwedische Nationalmannschaft keinen offiziellen Nationaltrainer, vorher gab es ein Auswahlkomitee (Uttagningskommittén), das die Nominierung der Spieler festlegte. Während des Spiels war in der Regel jeweils der Vorsitzende des Komitees und/oder ein Betreuer für die Auswahl zuständig. Diese werden daher auch teilweise als Nationaltrainer in Statistiken geführt.

## Beste Torschützen
01. Herbert Karlsson und Gunnar Nordahl je 7 Tore (1920 bzw. 1948, Torschützenkönige)
03. Sven Rydell 6 Tore (1924)
04. Henry Carlsson und Kjell Rosén je 5 Tore (1948)
06. Rudolf „Putte“ Kock 4 Tore (1924)
07. Albin Dahl und Albert Olsson, Charles Brommesson und Per Kaufeldt, Gunnar Gren, Ingvar Rydell und Yngve Brodd, Jan Hellström je 3 Tore (1920, 1924, 1948, 1952 bzw. 1988)
15. Ivar Svensson, Erik Persson, Nils Liedholm, Peter Lönn, Jonny Rödlund und Tomas Brolin je 2 Tore (1912, 1936, 1948, 1988 bzw. 1992)

## Bekannte Spieler

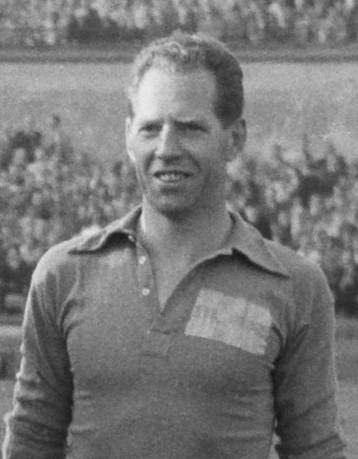
Erik Nilsson, meiste Spiele (8) für Schweden bei den Olympischen Spielen

Folgende später und/oder zuvor auch in der A-Nationalmannschaft tätige Spieler nahmen an den Olympischen Spielen und/oder den Qualifikationsspielen teil:
- Niclas Alexandersson 1992 (109 A-Länderspiele)
- Patrik Andersson 1992, (96 A-Länderspiele)
- Tomas Brolin 1992
- Martin Dahlin 1988
- Johan Elmander 2004, Qualifikation
- Anders Limpar 1988
- Erik Nilsson 1948 und 1952 (8 Spiele), WM-Teilnehmer 1950
- Roland Nilsson 1988 (116 A-Länderspiele)
- Markus Rosenberg 2004, Qualifikation
- Stefan Rehn 1988
- Jonas Thern 1988